# 시나노타이라역
시나노타이라역(일본어: 信濃平駅)은 일본 나가노현 이야마시에 위치한 동일본 여객철도 이야마 선의 철도역이다. 단선 승강장 1면 1선의 구조를 갖춘 지상역이다.

## 이용 현황
| 승차 인원 추이 | 승차 인원 추이 |
| 연도           | 1일 평균       |
| -------------- | -------------- |
| 2009           | 75             |
| 2010           | 70             |
| 2011           | 72             |

## 역 주변
- 국도 제117호선
- 지쿠마강
- 구로이와 산

## 역사
- 1923년 7월 6일 : 이야마 철도의 신슈타이라역으로서 개업.
- 1944년 6월 1일 : 국유화에 의해, 국철 이야마 선의 역이 됨. 동시에 시나노타이라역으로 개칭.
- 1987년 4월 1일 : 일본국유철도 분할 민영화에 의해, 동일본 여객철도가 승계.

## 인접 역
| 동일본 여객철도 이야마 선       | 동일본 여객철도 이야마 선 | 동일본 여객철도 이야마 선            |
| ------------------------------- | ------------------------- | ------------------------------------ |
| 기타이야마 나가노 · 도요노 방면 | ■ 이야마 선               | 도가리노자와온센 에치고카와구치 방면 |